# 機動戦士ガンダムSEED
『機動戦士ガンダムSEED』（きどうせんしガンダムシード、MOBILE SUIT GUNDAM SEED）は日本のアニメ作品。毎日放送製作により、TBS系列で2002年10月5日から2003年9月27日にかけて全50話が放送された。『ガンダムシリーズ』の1つに属するロボットアニメで、主な略称は『SEED』（シード）。2004年には本作の直接的な続編として『機動戦士ガンダムSEED DESTINY』が製作されている。さらに2024年1月には『機動戦士ガンダムSEED DESTINY』の2年後を描いた映画、『機動戦士ガンダムSEED FREEDOM』が公開された。
キャッチフレーズは 「“ 決闘・暴風・電撃・盾・攻撃 五機のガンダム現る!! ”」。

## 概要
本作はサンライズ第9スタジオが「新しい世代に向けた、新たなスタンダードとなりうるガンダム」「新世紀（21世紀）のファーストガンダム」 を目指し制作された。ガンダムシリーズでは初のデジタル制作によるVTR映像のテレビシリーズである。
タイトルには「種子」以外に「遺伝子操作」や「発端」という意味も含まれており、さらに頭文字のSには「ガンダムズ」の意味もある。なお、ガンダムシリーズの通例になっていた主人公の搭乗機＝タイトルの法則にはなっておらず、その代わりに「SEED」と略記される未知の突然変異遺伝子の設定を反映している。また、サンライズの宮河恭夫とバンダイナムコゲームスの鵜之澤伸の案 によって、サンライズ原作のガンダム作品で初めてタイトルに「機動戦士」の冠語がつけられた。
過去の作品で複数のガンダムが敵軍・自軍に分かれて登場したのと同様、本作でも10機以上のガンダムが登場するが、本作の劇中では「ガンダム」という言葉を主人公のキラ・ヤマト個人が自らの搭乗機に名付けたペットネームとして描いており、彼の搭乗したストライクガンダムとフリーダムガンダムに対して「ガンダム」と呼称された以外では、この言葉を劇中で用いていない。
映像ソフトは2003年3月28日からVHSビデオカセット版とDVD版の2種で全13巻がリリースされ、DVD版は累計140万枚以上の売り上げを記録した。2010年2月23日にはTV全50話のDVD-BOX、2011年2月25日には続編とスペシャルエディションの全作品を含めたDVD-BOXが発売された。
従来のガンダムシリーズのファンに加え、多くの女性層のファンも獲得した。ガンプラ（プラモデル）の売り上げも好調で、小学生を中心に“第二次ガンプラブーム”を巻き起こした。関連グッズ、同時期にメディアミックスで展開された『機動戦士ガンダムSEED ASTRAY』や『ガンダムSEED MSV』も人気を博した。2004年に東京アニメアワードでアニメーションオブザイヤー とテレビ部門の優秀作品賞の2冠を受賞、第8回アニメーション神戸では作品賞テレビ部門を受賞、また、角川書店の『月刊ニュータイプ』2006年9月号で応募・集計された「最新最強ベストアニメ100」では、『機動戦士ガンダムSEED DESTINY』と共に第1位に選ばれた。2018年に行われた『発表!全ガンダム大投票 40th』では、第3位に選ばれ、徳間書店のアニメージュ・アニメグランプリでは第25回グランプリを受賞した。
従来のガンダム作品の版権管理は創通とサンライズが共同で管理されていたが、本作より製作局である毎日放送もそれに加わり、著作権表示は「©創通・サンライズ・毎日放送」「©2002 SUNRISE INC」だった。2010年以降は毎日放送が外され、SEEDシリーズの版権管理は従来通り2社での管理に戻る。
デジタル放送に移行してからの2011年10月に「HDリマスタープロジェクト」を発表。『機動戦士ガンダムSEED HDリマスター』としてリメイクされ、同年12月23日からのウェブサイト上インターネット動画配信を皮切りに、翌2012年1月1日からは衛星放送のBS11系列、1月3日からは地上波放送のTOKYO MX系列の2局でデジタルテレビ放送が、3月23日からはBlu-ray BOXシリーズがリリースされている。

## 製作エピソード
2002年に放送開始した『機動戦士ガンダムSEED』(以下、『SEED』)であるが、企画は2000年の10月には既に存在したという。
監督である福田己津央はインタビューにおいて、従来のガンダムシリーズからよりターゲット年齢層を下げた作品を意識したと語っている。また、ウルトラマンシリーズや仮面ライダーシリーズが時代ごとにその都度に合わせた作品作りをしていたことや、ガンダムシリーズそのものが既に『機動武闘伝Gガンダム』のように新機軸の作品が存在したことから、『機動戦士ガンダム』との共通項を持ちつつも時代に合わせた作品を作る方針になったという。また、福田は後年のインタビューにおいては9.11テロの影響を受け、米軍の中で戦うイスラム兵士というコンセプトから『SEED』の主人公像を形成したと語っている。登場するメカニックが電力駆動するという設定は福田がかつて監督を務めた『GEAR戦士電童』の影響があり、ガンダムという機体の扱いに関しては、搭乗するキャラクターの象徴としての側面を重視したという。また、福田は製作にあたっては自身が以前に監督を務めていた作品である『GEAR戦士電童』から継続したスタッフで固めていたことと、当時サンライズの社長であった吉井孝幸とMBSのプロデューサーである竹田青滋が環境作りに尽力し、『SEED』のヒットを支えたと語っている。
また、本作放送当時にバンダイにてプラモデル担当として携わった狩野義弘はインタビューに際し、メカニック展開において5体編成のガンダムが登場した点に関しては『新機動戦記ガンダムW』の影響によるものだと語っている。
一方で、設定を担当した森田繁はインタビューに際し、直前に放送していた『∀ガンダム』が商業的に不振に終わったことから、より商業的な成功を重視するよう各方面からの圧力がかけられていたと語っている。また、製作当時ガンダムのホビー人口におけるファン年齢層が上がっていたことを受け、本作では小中学生への訴求を重視するようオーダーがあったという。なお、『SEED』ではコーディネイターとナチュラルという遺伝子による対立構図が描かれたが、この発案はプロデューサーの竹田青滋だという。また、森田は『∀』の製作途中に『SEED』の企画に参加し、『∀』がSFとしての色合いから裏設定が増えたのに対し、『SEED』では監督である福田からは映像での描写に説明付ける設定制作を依頼されていたと語っている。また、アフレコの現場で設定面の監修も行っていたことから、自らの所有する脚本に加筆しながらガヤに専門用語を入れていたとしている。
設定製作を担当した下村敬治はコラムにおいて、当初は『ガンダムSAGA』というタイトル案も存在したとしている。また、打ち合わせの際には『海底軍艦』や平成「仮面ライダーシリーズ」といった特撮作品や、『機甲戦記ドラグナー』の話題がたびたび見られたという。
世界観設定を担当した吉野弘幸はインタビューに際し、『SEED』は複数あったガンダム次回作の企画書から福田たちが提出したものが採用された。シナリオの製作においては大河ドラマや少女漫画の影響が存在したと語っている。また報道部出身の竹田が「子供だましはよくないやろ。あるもんはあるもんとして描かな意味がない」と後押しし夕方枠でも手加減なしの作風となったという。
プロデューサーを務めた古澤文邦はインタビューに際し、作品名の本決定以前には10体のガンダムが登場することから「ガンダムズ」といった名称も候補に挙がっていたとしている（同名のバーが既に存在しなかったことから、この案は見送られた）。また、古澤は他のインタビューにおいてはキャラクター、メカニックのデザインにおいて5、6人のオーディションを通して決定したと語っている。
なお、福田はストーリーやテーマ的なことはの両澤千晶が担当していたと語っている。本作の脚本は他のシナリオライターが提出したものをシリーズ構成の両澤が練り直す方式をとっており、該当話数では連名となったという。また、森田と吉野によれば、本読みをやって方向性が固まった話が翌週の本読みで監督たちが来ると全てひっくり返ることが何度もあったとしている。その理由として、家庭内で本読みが先に進んでいるために福田が両澤に対して時間に関係なく要望を述べていたためと語っている。
メカニックデザインを務めた大河原邦男は自著において、「SEED」当時においてプラモデルがガンダムシリーズ一作目『機動戦士ガンダム』以来のヒットであったことから、続編の『機動戦士ガンダムSEED DESTINY』が製作されたと語っている。
当初は「キラとアスランが最後まで殺し合う」というストーリーを予定していたが、3クール目辺りからは共闘路線に変更された

## あらすじ
C.E.70年、プラントと「地球連合」において発生した戦争は、農業用プラント・ユニウスセブンに核ミサイルが撃ち込またことで激化。物量で勝る地球連合軍の勝利で終わると予想されていた戦争は、膠着状態に陥り11か月が経過していた。
C.E.71年、工学を専攻するコーディネイターの少年キラ・ヤマトは、中立国オーブのコロニー・ヘリオポリスで平和に暮らしていた。しかし、このコロニー内では連合軍による5機のMSの開発と新造戦艦の建造が極秘裏に行われており、その情報を得たザフトのクルーゼ隊は独断で奪取作戦を開始する。日常は一変しコロニーは戦場へと変わり果てた。キラは逃げ惑ううちにMS工場へと辿り着き、連合兵とザフト兵の激しい銃撃戦に鉢合わせしてしまう。その中には、幼少の頃の親友のアスラン・ザラがいたのだった。
思わぬ場所でキラと再会したアスランは、戸惑いながらもMS「イージスガンダム」を奪取。キラは居合わせた連合の技術士官マリュー・ラミアスに促されるまま、残された機体「ストライクガンダム」に搭乗し脱出を図る。しかし、待ち構えていたクルーゼ隊のMS・ジンとの戦闘に巻き込まれてしまう。最初はパイロットですらないマリューがアスランとの銃撃により腕を負傷した状態で操縦しており、徐々に窮地に追い込まれていくも、キラは絶体絶命の際に強引に操縦を代わり、未完成だった機体のOSを瞬時に書き換えるという離れ業をこなし、ジンを撃破する。
キラは無事脱出していた友人達と再会するが、戦闘はまだ続いていた。ストライクガンダムはキラにしか扱えないことから、マリューはコロニーからの脱出を成功させるためにも彼に出撃を要請する。キラも友人達を守るため、否応なくストライクガンダムに搭乗し、ザフトと戦っていく。宇宙での戦いを経て地球に降下し、連合軍の本部であるアラスカを目指すアークエンジェル。
だが、降り立った地に待ち構えたアンドリュー・バルドフェルドをはじめとする敵との戦いとそれによって知った絶滅戦争への可能性から、キラは次第に戦争に対する疑念を感じ始める。また、アスランも戦場にてオーブの姫であるカガリ・ユラ・アスハと出会い、衝突しつつも和解。プラントへの核攻撃やその報復として地球に投下されたニュートロンジャマーを始めとする負の連鎖を語り、次第に惹かれあって行く。その一方で、クルーゼ隊の隊長であるラウ・ル・クルーゼはザフト強硬派でありアスランの父でもあるパトリック・ザラと接近していく。
地上においてザフトとの攻防を繰り広げるアークエンジェル。その最中にアスランたちとの戦いでブリッツの搭乗者であるニコル・アマルフィが戦死。キラとアスランの関係に亀裂が生じ、激戦の末にストライクとイージスは相打ちとなる。キラやその仲間であるトール・ケーニヒらを失いつつもアークエンジェルは連合軍本部であるアラスカJOSH-Aに到着。一方、アスランとの激戦で負傷したキラはマルキオ導師の計らいでプラントの有力者の令嬢ラクス・クラインの元にいた。この時プラントの内政はパトリックが実権を握るに至っており、彼は大作戦「オペレーション・スピットブレイク」を地球連合本部を一網打尽にする掃討作戦として強行した。仲間がいるであろうアラスカ攻撃の報せを受けたキラはこれに動じ、それに呼応したラクスはザフトの最新鋭モビルスーツである「フリーダムガンダム」(フリーダム)をキラに託す。
アラスカはザフトの総攻撃によって壊滅の危機にあり、これに違和感を覚えたムウ・ラ・フラガは、成り行きによって地球連合軍(大西洋連邦)が超兵器「サイクロプス」を用いてザフトの地上軍攻撃と、組織内の不用者の処分を兼ねた自爆作戦を画策していると知る。ムウからその事実を伝えられたマリューはアラスカからの脱出を試みるが、ザフトの追撃が厳しく窮地に追い込まれる。そこへフリーダムを受け取ったキラが降り立ち、アークエンジェルを救援。マリューから内情を聞かされ、連合ザフト双方の兵員に撤退勧告を行う。だが、サイクロプスは起動しアラスカは崩壊。脱出に失敗した双方の兵員から莫大な死傷者を発生させる。これに業を煮やしたザフトはオペレーション・スピットブレイク本来の目標であったパナマを攻撃するが、戦争はエスカレートし、投降者までも殺害する絶滅戦争へと突入していく。
プラントではアラスカの作戦失敗の責を問われたパトリックが、ラクス・クラインのフリーダム強奪協力を理由に対地球穏健派議員を拘束。さらにはアスランに新型モビルスーツ「ジャスティスガンダム」(ジャスティス)を受領させ、奪取されたフリーダムとその目撃者の抹殺を命じる。こうした一連の流れで指名手配を受けていたラクスの父、前議長シーゲル・クラインは銃殺され、逃げのびたラクスも地下に潜伏しプラント市民へ反戦放送を行う。また、ラクスはアスランと遭遇し、彼に戦いの正義を問いかけるのだった。
アラスカからの脱出に成功したアークエンジェルは友軍を犠牲にする連合軍の戦いに疑念を感じ、オーブへと落ち延びる。だが、そのオーブも連合軍の軍需産業複合体のトップであるムルタ・アズラエルの謀略によって侵攻が開始される。自国戦力やフリーダム、修復されたストライク、味方となったバスターガンダム(バスター)、ラクスの問いかけとカガリの存在からザフトを離反したアスラン、ジャスティスらによって連合軍と激突するオーブであったが、防衛線は突破されていき、オーブは残存兵力の一部や後継者であるカガリらを戦艦クサナギに載せて脱出させた後、戦場となったオノゴロ島を自爆。オーブの権力者であったウズミ・ナラ・アスハたちがここで死亡する。
宇宙へと脱出したアークエンジェル、クサナギはプラント国内でレジスタンスと化していた穏健派(クライン派)のエターナルとも合流(三隻同盟)。廃棄されたコロニー地帯メンデルに潜伏するが、ザフトのクルーゼ隊やアズラエルを擁する連合軍のドミニオンに追撃され、一進一退の攻防を繰り広げる。キラはそこでメンデルが自身の故郷であること、その出生の秘密やクルーゼとの因縁を知る。また、クルーゼは自身の出生から世界を憎悪し絶滅戦争へ誘導していた事が判明する。クルーゼの計らいもあり、一連の戦いで核分裂技術の再利用を可能にするニュートロンジャマーキャンセラーを入手したアズラエルは、これを核ミサイルに転用するよう強行採決。ザフトの前線防衛基地の一つであるボアズは核攻撃によって陥落し、ザフトは防衛線を本国コロニー近隣の衛星要塞ヤキン・ドゥーエまで後退させる。
これに激怒したパトリックは最終兵器であるジェネシスの使用を決断。プラント本国への攻撃のため、核ミサイルを携え攻め入った連合軍、そして戦闘の停止を望む三隻同盟との三つ巴の戦いが開始される。ザフトはジェネシスの一斉射で地球連合軍を薙ぎ払い、さらに追撃で月面の連合軍基地であるプトレマイオス・クレーターを破壊。さらに次の照準を地球に定める。これに激怒したムルタ・アズラエルはプラントへの再核攻撃を命令するが、武力介入した三隻同盟によってこれが阻まれる。そして激戦の末、アズラエルは乗艦ドミニオンとともに死亡した。
それでも地球への照準を止めないジェネシスを停止させるために戦うキラの前に、ザフトのモビルスーツ「プロヴィデンスガンダム」(プロヴィデンス)とクルーゼが立ちはだかる。フリーダムとプロヴィデンスは激突し、クルーゼはキラに人類の負の側面を訴えかけるが、キラはこれを退けプロヴィデンスを撃破。爆発に飲み込まれ、フリーダムが大破する。時を同じくしてジャスティスの自爆によってジェネシスも破壊された。また、時を同じくしてザフト内ではパトリックが部下に射殺され、こうした混乱に乗じて拘束されていた穏健派議員が連合側に対し停戦を呼び掛ける。
クルーゼとの戦いで傷ついたキラは宇宙を漂う。そこへ脱出に成功したカガリとアスランが、ストライクルージュに乗って彼の元へ向かった。

## 登場人物
地球連合軍 / アークエンジェル
- キラ・ヤマト （声 - 保志総一朗）
- マリュー・ラミアス （声 - 三石琴乃）
- ムウ・ラ・フラガ （声 - 子安武人）
- ナタル・バジルール （声 - 桑島法子）
- フレイ・アルスター （声 - 桑島法子）
- サイ・アーガイル （声 - 白鳥哲）
- ミリアリア・ハウ （声 - 豊口めぐみ）
- ムルタ・アズラエル （声 - 檜山修之）

プラント / ザフト
- アスラン・ザラ （声 - 石田彰）
- ラウ・ル・クルーゼ （声 - 関俊彦）
- イザーク・ジュール （声 - 関智一）
- ディアッカ・エルスマン （声 - 笹沼晃）
- ニコル・アマルフィ （声 - 摩味）
- ラクス・クライン （声 - 田中理恵）
- アンドリュー・バルトフェルド （声 - 置鮎龍太郎）

オーブ連合首長国
- カガリ・ユラ・アスハ （声 - 進藤尚美）

## スタッフ
（オープニングクレジットより）
- 企画 - サンライズ
- 原作 - 矢立肇、富野由悠季
- シリーズ構成 - 両澤千晶
- キャラクターデザイン - 平井久司
- チーフメカ作監 - 重田智
- メカニックデザイン - 大河原邦男、山根公利
- 美術監督 - 池田繁美
- カラーコーディネーター - 歌川律子、柴田亜紀子
- 撮影監督 - 葛山剛士
- 編集 - 森田清次
- 音響監督 - 浦上靖夫
- 音楽 - 佐橋俊彦
- 音楽プロデューサー - 野崎圭一（フライングドッグ）、篠原廣人（ソニー・ミュージックエンタテインメント）、真野昇（サンライズ音楽出版）
- 監督 - 福田己津央
- プロデューサー - 竹田青滋（毎日放送[注 2]）、古澤文邦（サンライズ）
- 製作 - 毎日放送[注 3]、サンライズ

### リマスター・スタッフ
- 監督・演出 - 福田己津央
- 作画監督 - 平井久司、重田智、米山浩平
- 美術監督 - 池田繁美
- 撮影監督 - 葛山剛士
- 音響監督 - 藤野貞義
- 音響効果 - 蔭山満（フィズサウンドクリエイション）
- リマスター音楽プロデューサー - 野崎圭一（フライングドッグ）、山田智子（サンライズ音楽出版）
- プロデューサー - 峯岸功、牧本佑紀（バンダイビジュアル）

## 主題歌
『〜ReTracks』はいずれも、ボーカル部分はそのままで曲部分のみアレンジさせたもの。

### オープニングテーマ
| 曲名                  | 使用回                 | 使用回                       | 作詞             | 作曲       | 編曲               | 歌               |
| 曲名                  | 原典                   | HDリマスター                 | 作詞             | 作曲       | 編曲               | 歌               |
| --------------------- | ---------------------- | ---------------------------- | ---------------- | ---------- | ------------------ | ---------------- |
| INVOKE -インヴォーク- | PHASE-01 - 13          | 01.PHASE-01 - 13.PHASE-13    | 井上秋緒         | 浅倉大介   | 浅倉大介           | T.M.Revolution   |
| moment                | PHASE-14 - 26          | 14.PHASE-15+ - 24.PHASE-25   | Vivian or Kazuma | 土橋安騎夫 | 土橋安騎夫         | Vivian or Kazuma |
| Believe               | PHASE-27 - 40          | 25.PHASE-27 - 38.PHASE-40    | 西尾佐栄子       | あおい吉勇 | 斉藤真也           | 玉置成実         |
| Realize               | PHASE-41 - FINAL-PHASE | 39.PHASE-41 - 48.FINAL-PHASE | BOUNCEBACK       | 大谷靖夫   | 荒井洋明、大谷靖夫 | 玉置成実         |

### エンディングテーマ
| 曲名                              | 使用回                            | 使用回                                                                        | 作詞       | 作曲                 | 編曲       | 歌                              |
| 曲名                              | 原典                              | HDリマスター                                                                  | 作詞       | 作曲                 | 編曲       | 歌                              |
| --------------------------------- | --------------------------------- | ----------------------------------------------------------------------------- | ---------- | -------------------- | ---------- | ------------------------------- |
| あんなに一緒だったのに            | PHASE-01 - 26 虚空の戦場          |                                                                               | 石川千亜紀 | 梶浦由記             | 梶浦由記   | See-Saw                         |
| あんなに一緒だったのに 〜ReTracks |                                   | 01.PHASE-01 - 26.PHASE-28                                                     | 石川千亜紀 | 梶浦由記             | 梶浦由記   | See-Saw                         |
| RIVER                             | PHASE-27 - 39                     |                                                                               | 石井竜也   | 石井竜也             | 渡辺善太郎 | 石井竜也                        |
| FIND THE WAY                      | PHASE-40 - FINAL-PHASE 鳴動の宇宙 | 44.PHASE-46、48.FINAL-PHASE                                                   | 中島美嘉   | Lori Fine (COLDFEET) | 島健       | 中島美嘉                        |
| 暁の車                            | 遙かなる暁                        |                                                                               | 梶浦由記   | 梶浦由記             | 梶浦由記   | FictionJunction featuring YUUKA |
| 暁の車 〜ReTracks                 |                                   | 38.PHASE-40                                                                   | 梶浦由記   | 梶浦由記             | 梶浦由記   | FictionJunction featuring YUUKA |
| Distance                          |                                   | 27.PHASE-29 - 37.PHASE-39 39.PHASE-41 - 43.PHASE-45 45.PHASE-47 - 47.PHASE-49 | 梶浦由記   | 梶浦由記             | 梶浦由記   | FictionJunction                 |

### 挿入歌
| 曲名                  | 使用回                                       | 使用回                                | 作詞     | 作曲     | 編曲     | 歌                              |
| 曲名                  | 原典                                         | HDリマスター                          | 作詞     | 作曲     | 編曲     | 歌                              |
| --------------------- | -------------------------------------------- | ------------------------------------- | -------- | -------- | -------- | ------------------------------- |
| 静かな夜に            | PHASE-07・08・09・14 AFTER-PHASE、虚空の戦場 |                                       | 梶浦由記 | 佐橋俊彦 | 佐橋俊彦 | ラクス・クライン（田中理恵）    |
| 静かな夜に 〜ReTracks |                                              | 07.PHASE-07 - 09.PHASE-09 AFTER-PHASE | 梶浦由記 | 佐橋俊彦 | 佐橋俊彦 | ラクス・クライン（田中理恵）    |
| 水の証                | PHASE-36・41 遥かなる暁                      |                                       | 梶浦由記 | 梶浦由記 | 梶浦由記 | ラクス・クライン（田中理恵）    |
| 水の証 〜ReTracks     |                                              | 34.PHASE-36、39.PHASE-41              | 梶浦由記 | 梶浦由記 | 梶浦由記 | ラクス・クライン（田中理恵）    |
| Meteor -ミーティア-   | PHASE-26・29・35・47 遥かなる暁              | 33.PHASE-35、45.PHASE-47              | 井上秋緒 | 浅倉大介 | 浅倉大介 | T.M.Revolution                  |
| 暁の車                | PHASE-24・32・40                             |                                       | 梶浦由記 | 梶浦由記 | 梶浦由記 | FictionJunction featuring YUUKA |
| 暁の車 〜ReTracks     |                                              | 23.PHASE-24                           | 梶浦由記 | 梶浦由記 | 梶浦由記 | FictionJunction featuring YUUKA |
| Zips                  | 虚空の戦場                                   |                                       | 井上秋緒 | 浅倉大介 | 浅倉大介 | T.M.Revolution                  |
| INVOKE -インヴォーク- | 鳴動の宇宙                                   |                                       | 井上秋緒 | 浅倉大介 | 浅倉大介 | T.M.Revolution                  |

## 各話リスト
- 話数、本放送日、サブタイトルは、左が旧放送版（原典）、右がHDリマスターのもの[注 4]。

| 話数        | 話数           | 本放送日       | 本放送日      | サブタイトル         | 脚本                      | 絵コンテ                                 | 演出                                     | 作画監督                                 | メカ作画監督                             |
| 原典        | HD             | 原典           | HD            | サブタイトル         | 脚本                      | 絵コンテ                                 | 演出                                     | 作画監督                                 | メカ作画監督                             |
| ----------- | -------------- | -------------- | ------------- | -------------------- | ------------------------- | ---------------------------------------- | ---------------------------------------- | ---------------------------------------- | ---------------------------------------- |
| PHASE-01    | 01.PHASE-01    | 2002年 10月5日 | 2012年 1月3日 | 偽りの平和           | 両澤千晶                  | 福田己津央                               | 吉本毅                                   | 平井久司                                 | 重田智                                   |
| PHASE-02    | 02.PHASE-02    | 10月12日       | 1月10日       | その名はガンダム     | 両澤千晶                  | 南康宏                                   | 南康宏                                   | 大貫健一                                 | ウエダヨウイチ                           |
| PHASE-03    | 03.PHASE-03    | 10月19日       | 1月17日       | 崩壊の大地           | 吉野弘幸                  | 菊池一仁                                 | 高田耕一                                 | しんぼたくろう (中村プロダクション)      | - 高瀬健一 - （中村プロダクション）      |
| PHASE-04    | 04.PHASE-04    | 10月26日       | 1月24日       | サイレントラン       | 遠藤明範                  | 菱川直樹                                 | 菱川直樹                                 | - 吉田徹 - 森下博光                      | -                                        |
| PHASE-05    | 05.PHASE-05    | 11月2日        | 1月31日       | フェイズシフトダウン | - こぐれ今日子 - 両澤千晶 | 黒木冬                                   | 吉本毅                                   | 山口晋                                   | 阿部邦博                                 |
| PHASE-06    | 06.PHASE-06    | 11月9日        | 2月7日        | 消えるガンダム       | - 遠藤明範 - 両澤千晶     | 蜂巣忠太                                 | 南康宏                                   | 米山浩平                                 | 池田有                                   |
| PHASE-07    | 07.PHASE-07    | 11月16日       | 2月14日       | 宇宙の傷跡           | 吉野弘幸                  | 谷田部勝義                               | 谷田部勝義                               | 大貫健一                                 | 植田洋一                                 |
| PHASE-08    | 08.PHASE-08    | 11月23日       | 2月21日       | 敵軍の歌姫           | 両澤千晶                  | 菊池一仁                                 | 佐藤照雄                                 | 佐久間信一                               | 佐久間信一                               |
| PHASE-09    | 09.PHASE-09    | 11月30日       | 2月28日       | 消えていく光         | こぐれ今日子              | 黒木冬                                   | 三好正人                                 | 吉田徹                                   | 森下博光                                 |
| PHASE-10    | 10.PHASE-10    | 12月7日        | 3月6日        | 分かたれた道         | - 面出明美 - 両澤千晶     | - 南康宏 - 福田己津央                    | 西山明樹彦                               | 米山浩平                                 | 池田有                                   |
| PHASE-11    | 11.PHASE-11    | 12月14日       | 3月13日       | 目覚める刃           | 大野木寛                  | 高田耕一                                 | 高田耕一                                 | 山口晋                                   | 阿部邦博                                 |
| PHASE-12    | 12.PHASE-12    | 12月21日       | 3月20日       | フレイの選択         | - 面出明美 - 両澤千晶     | 菱川直樹                                 | 鳥羽聡                                   | 大貫健一                                 | 大貫健一                                 |
| PHASE-13    | 13.PHASE-13    | 12月28日       | 3月27日       | 宇宙に降る星         | 吉野弘幸                  | 菊池一仁                                 | 佐藤照雄                                 | 佐久間信一                               | 佐久間信一                               |
| PHASE-14    | -              | 2003年 1月4日  | -             | 果てし無き時の中で   | - 吉野弘幸 - 両澤千晶     | 谷田部勝義                               | 谷田部勝義                               | 平井久司                                 | 平井久司                                 |
| PHASE-15    | 14.PHASE-15+   | 1月11日        | 4月3日        | それぞれの孤独       | 両澤千晶                  | 谷田部勝義                               | 谷田部勝義                               | 米山浩平                                 | 池田有                                   |
| PHASE-16    | 15.PHASE-16    | 1月18日        | 4月10日       | 燃える砂塵           | 森田繁                    | 黒木冬                                   | 三好正人                                 | 森下博光                                 | 吉田徹                                   |
| PHASE-17    | 16.PHASE-17    | 1月25日        | 4月17日       | カガリ再び           | - 面出明美 - 両澤千晶     | 南康宏                                   | 西山明樹彦                               | 大貫健一                                 | 植田洋一                                 |
| PHASE-18    | 17.PHASE-18    | 2月1日         | 4月27日       | ペイバック           | 大野木寛                  | 山口晋                                   | 鳥羽聡                                   | 山口晋                                   | 阿部邦博                                 |
| PHASE-19    | 18.PHASE-19    | 2月8日         | 5月1日        | 宿敵の牙             | 吉野弘幸                  | 高田耕一                                 | 高田耕一                                 | 米山浩平                                 | 池田有                                   |
| PHASE-20    | 19.PHASE-20    | 2月15日        | 5月8日        | おだやかな日に       | 両澤千晶                  | 黒木冬                                   | 関田修                                   | 佐久間信一                               | 佐久間信一                               |
| PHASE-21    | 20.PHASE-21    | 2月22日        | 5月15日       | 砂塵の果て           | 森田繁                    | 山口晋                                   | 三好正人                                 | しんぼたくろう                           | 高瀬健一                                 |
| PHASE-22    | 21.PHASE-22    | 3月1日         | 5月22日       | 紅に染まる海         | 大野木寛                  | 森邦宏                                   | 西山明樹彦                               | 森下博光                                 | 吉田徹                                   |
| PHASE-23    | 22.PHASE-23    | 3月8日         | 5月29日       | 運命の出会い         | - 野村祐一 - 両澤千晶     | 谷田部勝義                               | 谷田部勝義                               | 大貫健一                                 | 植田洋一                                 |
| PHASE-24    | 23.PHASE-24    | 3月15日        | 6月5日        | 二人だけの戦争       | - こぐれ今日子 - 両澤千晶 | 大橋誉志光                               | 鳥羽聡                                   | 米山浩平                                 | 池田有                                   |
| PHASE-25    | 24.PHASE-25    | 3月22日        | 6月12日       | 平和の国             | 吉野弘幸                  | - 高田耕一 - 福田己津央                  | 高田耕一                                 | 山口晋                                   | 大森英敏 永田正美                        |
| PHASE-26    | -              | 3月29日        | -             | モーメント           | - 森田繁 - 両澤千晶       | - 編集/構成：秋廣泰生 - 演出：福田己津央 | - 編集/構成：秋廣泰生 - 演出：福田己津央 | - 編集/構成：秋廣泰生 - 演出：福田己津央 | - 編集/構成：秋廣泰生 - 演出：福田己津央 |
| PHASE-27    | 25.PHASE-27    | 4月12日        | 6月19日       | 果てなき輪舞         | - 森田繁 - 両澤千晶       | 谷田部勝義                               | 谷田部勝義                               | 平井久司                                 | 平井久司                                 |
| PHASE-28    | 26.PHASE-28    | 4月19日        | 6月26日       | キラ                 | 両澤千晶                  | 松尾衡                                   | 関田修                                   | しんぼたくろう                           | 高瀬健一                                 |
| PHASE-29    | 27.PHASE-29    | 4月26日        | 7月3日        | さだめの楔           | 森田繁                    | 山口晋                                   | 三好正人                                 | 森下博光                                 | 吉田徹                                   |
| PHASE-30    | 28.PHASE-30    | 5月3日         | 7月10日       | 閃光の刻             | - 野村祐一 - 両澤千晶     | 松園公                                   | 鳥羽聡                                   | 大貫健一                                 | 植田洋一                                 |
| PHASE-31    | 29.PHASE-31    | 5月10日        | 7月17日       | 慟哭の空             | - 大野木寛 - 両澤千晶     | 松尾衡                                   | 西山明樹彦                               | 米山浩平                                 | 池田有                                   |
| PHASE-32    | 30.PHASE-32    | 5月17日        | 7月24日       | 約束の地に           | - こぐれ今日子 - 両澤千晶 | 西澤晋                                   | 高田耕一                                 | 山口晋                                   | 阿部邦博                                 |
| PHASE-33    | 31.PHASE-33    | 5月24日        | 7月31日       | 闇の胎動             | - 森田繁 - 両澤千晶       | 菱川直樹                                 | 関田修                                   | しんぼたくろう                           | 高瀬健一                                 |
| PHASE-34    | 32.PHASE-34    | 5月31日        | 8月7日        | まなざしの先         | - 野村祐一 - 両澤千晶     | 松尾衡                                   | 井之川慎太郎                             | 森下博光                                 | 吉田徹                                   |
| PHASE-35    | 33.PHASE-35    | 6月7日         | 8月14日       | 舞い降りる剣         | - 吉野弘幸 - 両澤千晶     | - 谷田部勝義 - 山口晋                    | 谷田部勝義                               | 大貫健一                                 | 植田洋一                                 |
| PHASE-36    | 34.PHASE-36    | 6月14日        | 8月21日       | 正義の名のもとに     | - 吉野弘幸 - 両澤千晶     | 米たにヨシトモ                           | 三好正人                                 | 米山浩平                                 | 池田有                                   |
| PHASE-37    | 35.PHASE-37    | 6月21日        | 8月28日       | 神のいかずち         | - 大野木寛 - 両澤千晶     | 西澤晋                                   | 鳥羽聡                                   | 山口晋                                   | 阿部邦博                                 |
| PHASE-38    | 36.PHASE-38    | 6月28日        | 9月4日        | 決意の砲火           | - 吉野弘幸 - 両澤千晶     | - とくしまひさし - 久行宏和              | 西山明樹彦                               | しんぼたくろう                           | 高瀬健一                                 |
| PHASE-39    | 37.PHASE-39    | 7月5日         | 9月11日       | アスラン             | - 野村祐一 - 両澤千晶     | - 高田耕一 - 松園公                      | 高田耕一                                 | 森下博光                                 | 吉田徹                                   |
| PHASE-40    | 38.PHASE-40    | 7月12日        | 9月18日       | 暁の宇宙へ           | - 大野木寛 - 両澤千晶     | 米たにヨシトモ                           | 関田修                                   | 大貫健一                                 | 植田洋一                                 |
| PHASE-41    | 39.PHASE-41    | 7月19日        | 9月25日       | ゆれる世界           | - 大野木寛 - 両澤千晶     | とくしまひさし                           | 谷田部勝義                               | 米山浩平                                 | 池田有                                   |
| PHASE-42    | 40.PHASE-42    | 7月26日        | 10月2日       | ラクス出撃           | - 吉野弘幸 - 両澤千晶     | 西澤晋                                   | 井之川慎太郎                             | 山口晋                                   | 阿部邦博                                 |
| PHASE-43    | 41.PHASE-43    | 8月2日         | 10月9日       | 立ちはだかるもの     | - 森田繁 - 両澤千晶       | - 松尾衡 - 久行宏和                      | 三好正人                                 | しんぼたくろう                           | 高瀬健一                                 |
| PHASE-44    | 42.PHASE-44    | 8月9日         | 10月16日      | 螺旋の邂逅           | - 吉野弘幸 - 両澤千晶     | とくしまひさし                           | 鳥羽聡                                   | 森下博光                                 | 吉田徹                                   |
| PHASE-45    | 43.PHASE-45    | 8月16日        | 10月23日      | 開く扉               | 両澤千晶                  | 西澤晋                                   | 西山明樹彦                               | 大貫健一                                 | 植田洋一                                 |
| PHASE-46    | 44.PHASE-46    | 8月30日        | 10月30日      | たましいの場所       | 両澤千晶                  | - 久行宏和 - とくしまひさし              | 高田耕一                                 | 米山浩平                                 | 池田有                                   |
| PHASE-47    | 45.PHASE-47    | 9月6日         | 11月6日       | 悪夢は再び           | - 吉野弘幸 - 両澤千晶     | とくしまひさし                           | 関田修                                   | 佐久間信一                               | 佐久間信一                               |
| PHASE-48    | 46.PHASE-48    | 9月13日        | 11月13日      | 怒りの日             | - 吉野弘幸 - 両澤千晶     | - とくしまひさし - 谷田部勝義            | 谷田部勝義                               | 山口晋                                   | 阿部邦博                                 |
| PHASE-49    | 47.PHASE-49    | 9月20日        | 11月20日      | 終末の光             | - 吉野弘幸 - 両澤千晶     | 西澤晋                                   | 鳥羽聡                                   | しんぼたくろう                           | 高瀬健一                                 |
| FINAL-PHASE | 48.FINAL-PHASE | 9月27日        | 11月27日      | 終わらない明日へ     | 両澤千晶                  | - 米たにヨシトモ - 福田己津央            | 三好正人                                 | - 大貫健一 - 森下博光                    | - 植田洋一 - 吉田徹                      |
| AFTER-PHASE | AFTER-PHASE    | 未放送         | 未放送        | 星のはざまで         | -                         | 福田己津央                               | 高田昌宏                                 | 平井久司                                 | -                                        |

## 放送局
- 視聴率は最高で8.0％を記録[3]。平均6.2%であり、平成以降のガンダムシリーズではトップクラスであった。本作以降毎日放送制作土曜夕方6時枠のアニメ（通称土6）はアニメ枠として定着し、以降も後番組『鋼の錬金術師』や続編『機動戦士ガンダムSEED DESTINY』などのヒット作を輩出することとなる[28][29]。

| 放送対象地域   | 放送局                    | 放送時間           | 系列    | ネット状況 | 備考      |
| -------------- | ------------------------- | ------------------ | ------- | ---------- | --------- |
| 近畿広域圏     | 毎日放送（MBS）           | 土曜 18:00 - 18:30 | TBS系列 | 製作局     | 製作局    |
| 北海道         | 北海道放送（HBC）         | 土曜 18:00 - 18:30 | TBS系列 | 同時ネット |           |
| 岩手県         | IBC岩手放送（IBC）        | 土曜 18:00 - 18:30 | TBS系列 | 同時ネット |           |
| 宮城県         | 東北放送（TBC）           | 土曜 18:00 - 18:30 | TBS系列 | 同時ネット |           |
| 山形県         | テレビユー山形（TUY）     | 土曜 18:00 - 18:30 | TBS系列 | 同時ネット |           |
| 福島県         | テレビユー福島（TUF）     | 土曜 18:00 - 18:30 | TBS系列 | 同時ネット |           |
| 関東広域圏     | 東京放送（TBS）           | 土曜 18:00 - 18:30 | TBS系列 | 同時ネット |           |
| 山梨県         | テレビ山梨（UTY）         | 土曜 18:00 - 18:30 | TBS系列 | 同時ネット |           |
| 新潟県         | 新潟放送（BSN）           | 土曜 18:00 - 18:30 | TBS系列 | 同時ネット |           |
| 富山県         | チューリップテレビ（TUT） | 土曜 18:00 - 18:30 | TBS系列 | 同時ネット |           |
| 鳥取県・島根県 | 山陰放送（BSS）           | 土曜 18:00 - 18:30 | TBS系列 | 同時ネット |           |
| 山口県         | テレビ山口（TYS）         | 土曜 18:00 - 18:30 | TBS系列 | 同時ネット |           |
| 愛媛県         | あいテレビ（ITV）         | 土曜 18:00 - 18:30 | TBS系列 | 同時ネット |           |
| 高知県         | テレビ高知（KUTV）        | 土曜 18:00 - 18:30 | TBS系列 | 同時ネット |           |
| 福岡県         | RKB毎日放送（RKB）        | 土曜 18:00 - 18:30 | TBS系列 | 同時ネット |           |
| 長崎県         | 長崎放送（NBC）           | 土曜 18:00 - 18:30 | TBS系列 | 同時ネット |           |
| 熊本県         | 熊本放送（RKK）           | 土曜 18:00 - 18:30 | TBS系列 | 同時ネット |           |
| 大分県         | 大分放送（OBS）           | 土曜 18:00 - 18:30 | TBS系列 | 同時ネット |           |
| 宮崎県         | 宮崎放送（MRT）           | 土曜 18:00 - 18:30 | TBS系列 | 同時ネット |           |
| 沖縄県         | 琉球放送（RBC）           | 土曜 18:00 - 18:30 | TBS系列 | 同時ネット |           |
| 中京広域圏     | 中部日本放送（CBC）       | 土曜 17:00 - 17:30 | TBS系列 | 遅れネット | [ 注 10 ] |
| 青森県         | 青森テレビ（ATV）         | 土曜 17:30 - 18:00 | TBS系列 | 遅れネット |           |
| 長野県         | 信越放送（SBC）           | 土曜 17:30 - 18:00 | TBS系列 | 遅れネット |           |
| 石川県         | 北陸放送（MRO）           | 土曜 17:30 - 18:00 | TBS系列 | 遅れネット |           |
| 静岡県         | 静岡放送（SBS）           | 土曜 17:30 - 18:00 | TBS系列 | 遅れネット |           |
| 岡山県・香川県 | 山陽放送（RSK）           | 土曜 17:30 - 18:00 | TBS系列 | 遅れネット |           |
| 広島県         | 中国放送（RCC）           | 土曜 17:30 - 18:00 | TBS系列 | 遅れネット |           |
| 鹿児島県       | 南日本放送（MBC）         | 土曜 17:30 - 18:00 | TBS系列 | 遅れネット |           |

### HDリマスター 配信サイト・放送局
- 下記のほか、アニマックスなどの有料放送局上でも放送ソースはHDリマスター版が用いられる。

| 放送地域 | 放送局                                           | 放送期間                        | 放送日時           | 放送系列   | 備考                           |
| -------- | ------------------------------------------------ | ------------------------------- | ------------------ | ---------- | ------------------------------ |
| 日本全域 | ガンダムSEED HDリマスタープロジェクト 公式サイト | 2011年12月23日 - 2012年11月23日 | 金曜 23:00 更新    | ネット配信 | バンダイチャンネルのリンク形式 |
| 日本全域 | バンダイナムコライブTV                           | 2011年12月23日 - 2012年11月23日 | 金曜 23:00 更新    | ネット配信 |                                |
| 日本全域 | BS11                                             | 2012年1月1日 - 11月25日         | 日曜 19:30 - 20:00 | BS放送     | アニメ+枠                      |
| 東京都   | TOKYO MX                                         | 2012年1月3日 - 11月27日         | 火曜 22:29 - 22:59 | 独立局     |                                |
| 兵庫県   | サンテレビ                                       | 2022年1月15日 - 12月10日        | 土曜 23:30 - 24:00 | 独立局     |                                |

## スペシャルエディション3部作
テレビシリーズ全50話（以下原典）を再構成し、一部に新作カットを追加した特別総集篇。PHASE-01 - 21までを描いた「虚空の戦場」、同22 - 40までの「遥かなる暁」、同41 - FINAL-PHASEまでの「鳴動の宇宙（そら）」の3部作で構成されている。
画面アスペクト比は4:3ノーマル・サイズのままで16:9ワイド状になるよう原画の上下部分をクロッピングしている4:3レターボックス（ケース1）で新撮。数人の声優が諸事情（海外在住など）から変更され、サブキャラクターの兼任などから一人二役以上を担当するキャスティングも増えており、その後の関連ゲーム作品では本3部作版のメンバーでアフレコされているものの方が多く、続篇の『機動戦士ガンダムSEED DESTINY』の回想シーンでは一部採用されている。
ストーリーは大幅な短縮が図られ、一部には原典とは全く異なるシーンへと新規カットで差し替えられていたり、存在自体が省略されていたりもする（ヘリオポリスの救命ポッドから出てきたフレイ・アルスターがキラではなくサイ・アーガイルと抱き合う、モラシム隊が登場しない、クロト・ブエルのレイダーがディアッカ・エルスマンのバスターに撃たれて戦死する、など）。
「虚空の戦場」「遥かなる暁」の2作はDVD版発売に先駆けて2日間に分けた前後篇スタイルで地上波放送されたが、「鳴動の宇宙」はDVD版リリースのみでテレビ放送はされなかった。
続篇『SEED DESTINY』やリメイク版『機動戦士ガンダムSEED HDリマスター』でも一部カットが流用されている（前者では4:3ノーマルの画面比に合わせて16:9部分の原画の左右を、後者では同16:9部分のみをクロッピングした状態）。
2019年10月25日に機動戦士ガンダム40周年プロジェクト『ガンダム映像新体験TOUR』として『虚空の戦場 HDリマスター』を大型スクリーン規格ULTIRA劇場上映、2020年2月7日には『スペシャルエディションII 遥かなる暁 HDリマスター』を上映。
- 機動戦士ガンダムSEED －虚空の戦場－[注 12]、MBS・TBS系列、2004年3月22日 - 同3月23日放送
  - 『機動戦士ガンダムSEED スペシャルエディション 虚空の戦場』DVD&UMD、バンダイビジュアル、2004年8月27日&2009年4月24日発売
- 機動戦士ガンダムSEED －遥かなる暁－[注 12]、MBS・TBS系列、2004年7月27日 - 同7月28日放送
  - 『機動戦士ガンダムSEED スペシャルエディションII 遥かなる暁』DVD&UMD、バンダイビジュアル、2004年9月24日&2009年4月24日発売
- 『機動戦士ガンダムSEED スペシャルエディション完結編 鳴動の宇宙[注 12]』DVD&UMD、バンダイビジュアル、2004年10月22日&2009年4月24日発売
- 『G-SELECTION 機動戦士ガンダムSEED/SEED DESTINY スペシャルエディション DVD-BOX』DVD、バンダイビジュアル、2011年2月25日発売

## HDリマスタープロジェクト
2002年10月5日の番組放送から10周年を数えた2011年10月に発表され始まった、続編『機動戦士ガンダムSEED DESTINY』も含めたリマスタリングを中心とするリバイバル企画の総称。
正式タイトルは『機動戦士ガンダムSEED HDリマスター』となっており、TVシリーズ（以下、この節では「本放送版」と表記）とはあくまでも別作品扱いとなっている。また、製作クレジットは「サンライズ」のみで著作権表示は「©創通・サンライズ」「©2002,2011 SUNRISE INC.」となっている。
SD素材の再撮影またはアップコンバートといった本来のHDリマスターとは異なり、画面アスペクト比を4:3ノーマル・サイズの原画から上下部分をカットした16:9ワイド・サイズでの高精細度＝High Definition（ハイデフィニション）化とリニアPCM音源化などを施して新撮され、一部音楽のリミックス版採用や後半のエンディングの差し替え、新作カットとの差し替え・部分的加筆、各エフェクト・背景などの処理変更、本放送版・VHS&DVD版（以下「原典」）およびスペシャルエディション3部作、そして『DESTINY』とのセル画の統合・再編集といった大幅な変更がされている。原典の第14話・第26話は未放送となり、「01.PHASE-01 偽りの平和」（略）「14.PHASE-15+ それぞれの孤独」「15.PHASE-16 燃える砂塵」（略）「24.PHASE-25 平和の国へ」「25.PHASE-27 果てなき輪舞」（略）「48.FINAL-PHASE 終わらない明日へ」などの話数表記に改定され、第24話（旧25話）を「平和の国へ」と改題した全48話構成となった。
ストーリー構成は本放送版に沿っているが、「14.PHASE-15+ それぞれの孤独」で第1話・第2話を回想しているシーンでは、第1部「虚空の戦場」でのコールドオープン（ラスティの出撃シーン）やメビウスゼロとシグーの交戦シーン（リニアガン斬りをしない決着描写）を、「38.PHASE-40 暁の宇宙へ」のエンディング映像には、第2部「遥かなる暁」のものを採用したりしている。また、「36.PHASE-38 決意の砲火」からムウが搭乗するようになったストライクが前編新規カットによるマルチプルアサルトストライカーを装備したパーフェクトストライクへと改定されたり、シホ・ハーネンフースが「39.PHASE-41 ゆれる世界」におけるカーペンタリア基地でのクルーゼ隊談話シーンに新規カットで追加されており、初登場のタイミングが変更されたりもしている。
一方、続編の『DESTINY』への繋がりを意識した伏線も追加されており、「36.PHASE-38 決意の砲火」には『DESTINY』第1話におけるコールドオープンでの港へ走るシン・アスカと家族の1カットが挿入され、「39.PHASE-41 ゆれる世界」にはパトリックの演説中継シーンにアカデミー入学直後と思しきシン、ルナマリア・ホークとメイリン・ホークの姉妹、レイ・ザ・バレルが一堂に会している新規カットが加えられるなどしている。細かい所ではオーブ解放作戦での対空砲や補給艦のカットや、フリーダムのクスィフィアス レール砲の射撃シーンが追加・差し替えなどで流用されている。
2011年12月23日から公式ウェブサイト（バンダイチャンネル）・バンダイナムコライブTVなどのインターネット動画で先行配信され、次いで年明け2012年1月1日にBS11で衛星放送、翌々日の3日にTOKYO MXで地上波放送がスタートし、最終話後からは「HDリマスターセレクション」と題し視聴者人気投票などで上位を獲得したエピソードのスポット再放送が行われた。
商業展開では、バンダイのプラモデル 1/144スケール HG SEED HGシリーズのリニューアルおよび新規キットの発売、ビクターから発売された主題歌・挿入歌をリメイクした「Reunion Series」のCD・ダウンロード販売、コミカライズ版の連載などが行われている。
スタッフも「リマスター・スタッフ」としてエンディングクレジットに別記されており、「HDリマスタリング」など原典では存在しなかった役職もある。
HDリマスター版の展開以降、現在はCS放送やインターネットの動画配信サイト・ローカル局での放送 でもこちらの素材が標準となっており、本放送版の視聴手段が少なくなっている。

### リマスター版映像ソフト
映像ソフトはBlu-ray BOXシリーズとして全4巻でリリース。
本放送版との違いとしては、第1期オープニングがPHASE-03から描き直された後期バージョンでの統一化、監督の福田己津央や主要キャラクターの声優陣によるオーディオコメンタリー、「AFTER-PHASE 星のはざまで」の収録などが挙げられる。DVD版に比べ廉価的な要素はなく、新作アニメ4クールとほぼ変わらないフルプライスであった。

## 劇場版
2006年に発表されて以降続報がなかったが、2021年に放送20周年を記念した新プロジェクト「GUNDAM SEED PROJECT ignited」の中心企画として改めて製作が告知された。その後、2023年7月2日、テレビアニメ『機動戦士ガンダム水星の魔女 Season2』最終話の放送直後に、新作映画『機動戦士ガンダムSEED FREEDOM』（きどうせんしガンダムシード フリーダム）と題して2024年1月26日に劇場公開される旨が発表された。
2025年、第19回声優アワードにて、シナジー賞を受賞。

## 関連作品

### ゲーム
ワンダースワンカラー
- 機動戦士ガンダムSEED

PlayStation 2
- 機動戦士ガンダムSEED
- 機動戦士ガンダムSEED 終わらない明日へ
- 機動戦士ガンダムSEED 連合vs.Z.A.F.T.
- 機動戦士ガンダムSEED DESTINY 連合vs.Z.A.F.T.II

ゲームボーイアドバンス
- 機動戦士ガンダムSEED 友と君と戦場で。

PlayStation Portable
- 機動戦士ガンダムSEED 連合vs.Z.A.F.T.PORTABLE

アーケード
- 機動戦士ガンダムSEED 連合vs.Z.A.F.T.

PlayStation Vita
- 機動戦士ガンダムSEED BATTLE DESTINY

#### クロスオーバー作品
PlayStation 2
- 第3次スーパーロボット大戦α 終焉の銀河へ
- Another Century's Episode 3 THE FINAL
- SUNRISE WORLD WAR From サンライズ英雄譚
- SDガンダム GGENERATION NEO
- SDガンダム GGENERATION SEED
- SDガンダム GGENERATION WARS

PlayStation 3
- 機動戦士ガンダム エクストリームバーサス
- スーパーヒーロージェネレーション

PlayStation 4
- SDガンダム GGENERATION CROSSRAYS

ニンテンドーゲームキューブ
- SDガンダム ガシャポンウォーズ

Wii
- SDガンダム GGENERATION WARS
- SDガンダム GGENERATION WORLD
- SDガンダム ガシャポンウォーズ

スワンクリスタル
- SDガンダム GGENERATION モノアイガンダムズ

ゲームボーイアドバンス
- SDガンダム GGENERATION ADVANCE
- 機動戦士ガンダムSEED DESTINY （対戦格闘）
- スーパーロボット大戦J

ニンテンドーDS
- スーパーロボット大戦W
- スーパーロボット大戦K
- スーパーロボット大戦L
- SDガンダム GGENERATION DS
- SDガンダム GGENERATION CROSS DRIVE

ニンテンドー3DS
- SDガンダム GGENERATION 3D

PlayStation Portable
- 機動戦士ガンダム ガンダムVS.ガンダム
- 機動戦士ガンダム ガンダムvs.ガンダムNEXT PLUS
- ガンダムアサルトサヴァイブ
- SDガンダム GGENERATION PORTABLE
- SDガンダム GGENERATION WORLD
- グレイトバトル フルブラスト
- SDガンダム GGENERATION OVER WORLD

アーケード
- 機動戦士ガンダム ガンダムVS.ガンダム
- 機動戦士ガンダム ガンダムVS.ガンダムNEXT
- 機動戦士ガンダム エクストリームバーサス
- 機動戦士ガンダム エクストリームバーサス フルブースト
- ガンダムトライエイジ

#### Recollection
機動戦士ガンダムSEED Recollection
『SDガンダム GGENERATION ETERNAL』にて描かれる新作ストーリー。2025年4月30日に実装。新作アニメーションとゲームパートから構成される。
『SEED』の後日談となるエピソードとなっており、『DESTINY』へと続く間を描いている。

### 音楽
カラオケ
2007年10月1日大手カラオケ機器メーカーの第一興商がDAMステーションにて『SEED』『SEED DESTINY』のキャラクターが音声で歌唱判定する『歌唱戦士ガンダムSEED SCORE』をリリース。バンダイ系列以外でのオリジナルコンテンツとしては珍しく注目を集めた。
主題歌集
- 機動戦士ガンダムSEED COMPLETE BEST

### 小説・漫画
- 小説版 - 角川スニーカー文庫にて刊行。著者は後藤リウ。カバーイラストは大貫健一、口絵・本文イラストは小笠原智史が担当。全5巻。
- 漫画版 - 月刊マガジンZで連載。作画は岩瀬昌嗣。
- SEED Club 4コマ - 月刊ニュータイプで連載。作画はAs'まりあ。
- 機動戦士ガンダムSEED ASTRAY - 機動戦士ガンダムSEED ASTRAYシリーズを参照。
- 機動戦士ガンダムSEED C.E.71 心の傷跡 - 月刊ガンダムエース2012年2月号に掲載。作画はイシグチジュウ。
- 機動戦士ガンダムSEED Re: - 月刊ガンダムエースで連載。作画は石口十が担当し、アニメ本篇のシリーズ構成・脚本を担当した両澤千晶が協力している。

### パチンコ
- Pフィーバー機動戦士ガンダムSEED（2023年8月、SANKYO）[38]

## コマーシャル
『機動戦士ガンダムSEED』の本放送当時は、ED後に女優上戸彩の主演によるプラモデルCMが放送されていた。この放送CMを集めた映像ソフトとして、『上戸彩 in GUNDAM PLA-MODEL CM』が誌上通販で発売されている。

## 備考
一部に性的・残虐な描写があり、ベッドシーンを匂わせるシーンについてBPOに一度回答を求められたことがある。